# خوبرت خورکاچ
خوبرت خورکاچ ((به لهستانی: Hubert Hurkacz); تلفظ لهستانی: [ˈxubɛrt ˈxurkatʂ]; زادهٔ ۱۱ فوریهٔ ۱۹۹۷) تنیس‌باز اهل لهستان است.